# Autoensamblaje molecular

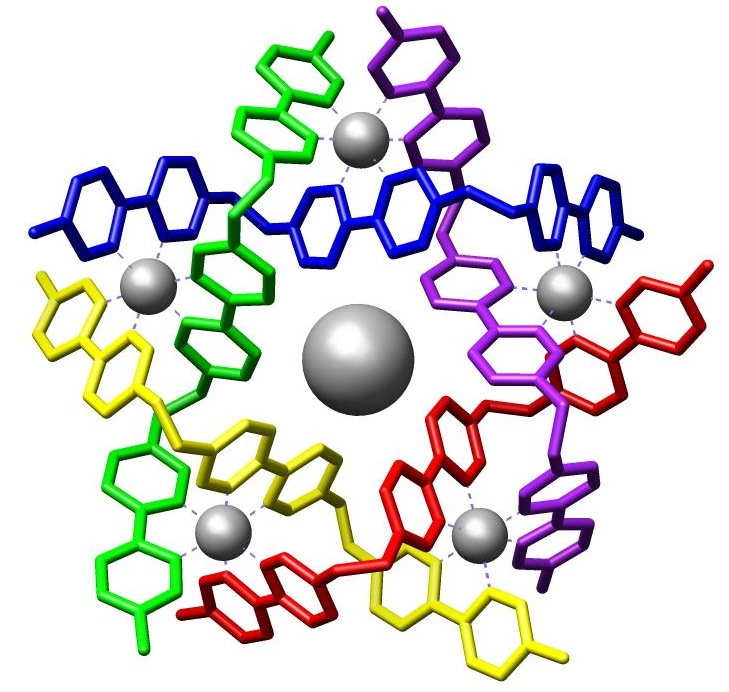
Autoensamblaje helicoidal circular

El autoensamblaje molecular  es el fenómeno de organización de varias moléculas para adquirir una distribución espacial no aleatoria entre ellas mediante interacciones no covalentes: fuerzas intermoleculares de Van der Waals (entre moléculas neutras),  enlaces o puentes de hidrógeno, interacciones hidrofóbicas y  electrostáticas,dando como resultado una unidad más funcional y grande.  La asociación es espontánea, y puede venir dada por una interacción específica directa o indirecta, siendo  esta última inducida a través de su entorno. Se puede clasificar en intramolecular e intermolecular, el primero hace referencia al plegamiento en el cual una molécula adopta su forma o conformación, en cambio, cuando habitualmente se emplea el término autoensamblaje se hace referencia al autoensamblaje intermolecular.

## Historia
La  autoorganización se necesita comprender en detalle, ya que afecta a un amplio número de procesos en nuestros cuerpo, Tierra y espacio. En los dominios de Archaea, una gran variedad de compuestos inorgánicos capaces de formar nanoparticulas, carbono, hidrógeno,oxígeno, nitrógeno, fósforo, sílice, zinc, manganeso y otros materiales se encontraban fácilmente disponibles en formas reactivas. Por ello, algunas nanopartículas de estos debían haber estado presentes en la abiogénesis.  Aunque se desconocen los detalles de este proceso, se explica como la transición de entidades no vivas a entidades vivientes a través de  un proceso evolutivo de complejidad creciente implicando procesos de autoensamblaje, autorreplicación molecular, autocatálisis y la aparición de membranas celulares.
No se relaciona el autoensamblaje de estas partículas con la aparición de vida, aunque sí las dispersiones a nanoescala, tales como arcillas son conocidas como catalizadores para la formación de péptidos y  macromoléculas que fueron utilizadas para la construcción de protocélulas  

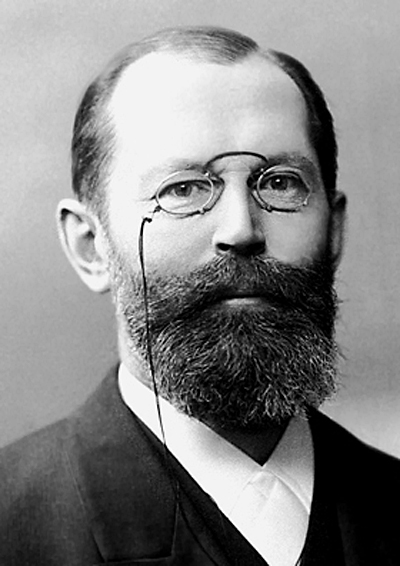
Hermann Emil Fischer (9 de octubre de 1852 en Euskirchen; † 15 de julio de 1919 en Berlín)

Los inicios se remontan a 1894 cuando se introdujo la terminología "llave-cerradura", la estructura del substrato se acoplaba al centro activo de la enzima, como encaja una llave en una cerradura, por el contrario no se daba lugar a la catálisis. El autoensamblaje molecular subyace en la construcción de conjuntos macromoleculares biológicos en organismos vivos, por lo que es crucial para la función de las células. Se exhibe en el autoensamblaje de lípidos para formar la membrana, la formación de ADN de doble hélice a través de enlaces de hidrógeno de las cadenas individuales y el ensamblaje de proteínas para formar estructuras cuaternarias. Este gran hallazgo fue postulado por Hermann Emil Fischer
Las propiedades enzimáticas de especificidad para que se llevase a cabo la catálisis, funcionó para los años 60, pero fue necesario adaptarla para explicar las discrepancias como la falta de la actividad hidrolítica de las quinasas, inhibición no competitiva. y otras incoherencias aparentes. Por ello, Daniel E. Koshland Jr. en 1958,  postuló la teoría de ajuste inducido, incorporando a los conceptos de Fischer la complementariedad de enzima-substrato, pero introduciendo un concepto de enzima flexible, comparándola con el ajuste de una mano en un guante.
A partir de este pensamiento, se focalizaron en el reconocimiento molecular y la química del huésped-huésped, describiendo agregados de dos o más moléculas. Con base en esta idea, se desarrollaron complejos selectivos en los que la molécula huésped es capaz de reconocer y unirse de manera selectiva a cierto huésped.  Donald J. Cram, Jean - Marie. Lehn y Charles J. Pedersen fueron galardonados con el Premio Nobel de Química en 1987, otorgado por el descubrimiento de las primeras moléculas con capacidad de reconocimiento molecular, los éteres de corona.

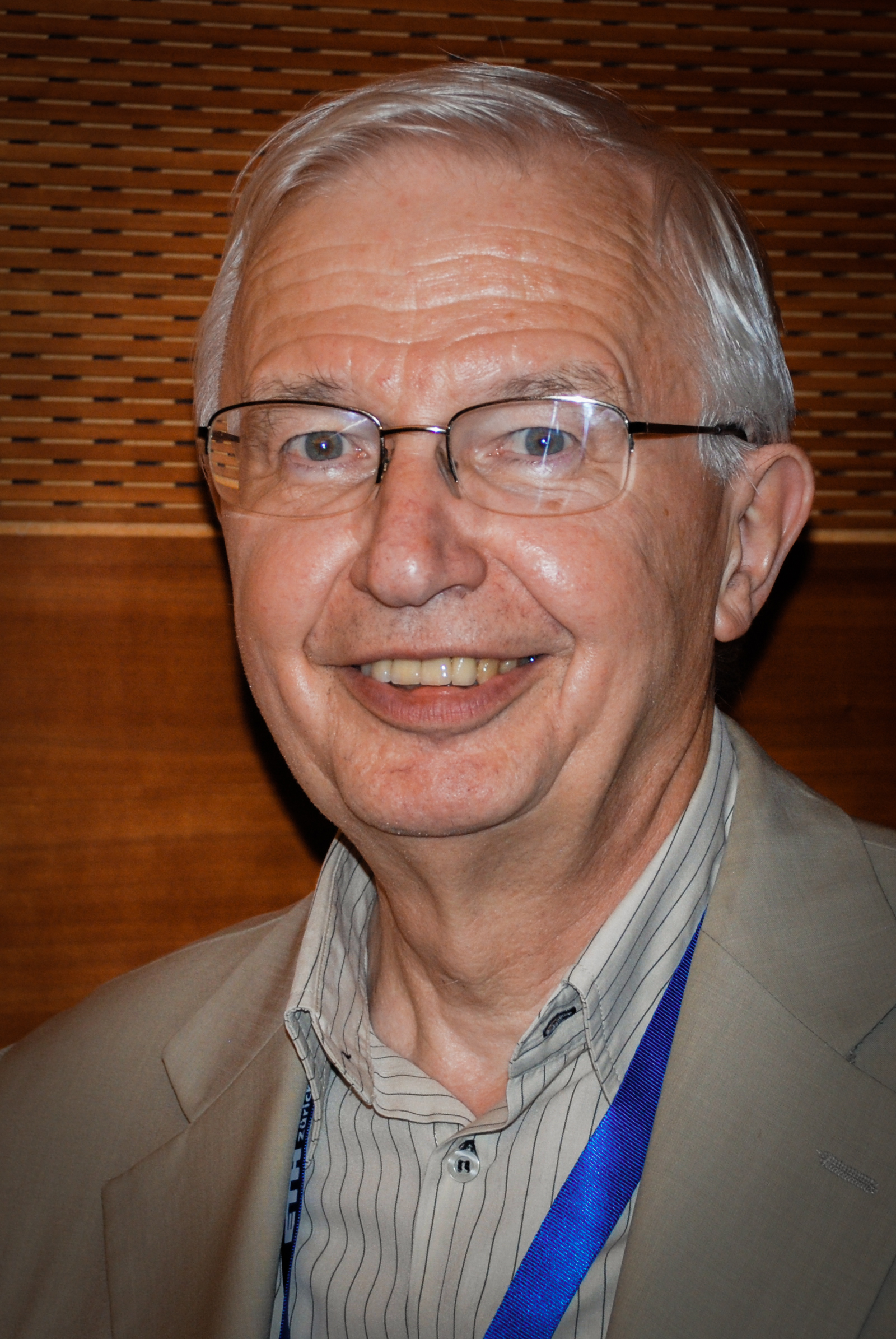
Jean-Marie Lehn (30 de septiembre de 1939, Rosheim)

Fue J.Marie Lehn, quién propuso la definición de autoensamblaje como “la evolución hacia el confinamiento espacial a través de la interacción espontánea de unos pocos o varios componentes, resultando en la formación de entidades discretas o extensas a un nivel molecular (covalente), o supramolecular (no covalente)”.
Es importante también destacar, la contribución realizada por Nicholas A. Kotov (diciembre de 2017) en el autoensamblaje de nanopartículas. Esto es debido a la relación de la autoorganización a escala nanométrica. Este profesor de ingeniería química propuso la definición del autoensamblamiento entre nanopartículas como "un proceso en el que los nanopartículas adquieren una distribución espacial no aleatoria  entre sí y los límites del sistema”.

## Autoensamblaje molecular Natural
El autoensamblaje molecular es una pilar clave en el desarrollo y evolución molecular, ya que un autoensamblaje de proteínas plegadas incorrecto en fibras de amiloide insolubles es el responsable de enfermedades neurodegenerativas infecciosas relacionadas con priones.
Estos son  agentes infecciosos formados por una proteína denominada priónica, capaces de construir agregados moleculares anómalos. Por consiguiente, este mecanismo de autoensamblamiento molecular tiene un rol muy importante en los sistemas supramoleculares debido a que el ensamblaje de moléculas en tales sistemas se dirige a través de interacciones no covalentes (por ejemplo, enlaces de hidrógeno, coordinación de metales, fuerzas hidrófobicas, fuerzas de van der Waals, interacciones π-π y / o electrostáticas), así como interacciones electromagnéticas.
Primeramente, definir que cuando se habla de química supramolecular se hace referencia a los agregados supramoleculares, estos  son  el resultado de la unión de moléculas mediante enlaces no covalentes, es decir, son complejos bien definidos de moléculas. Respecto a las dimensiones de estos complejos comprenden desde los nanómetros hasta los micrómetros permitiendo  de este modo, en el autoensamblaje, objetos a nanoescala llegando a la molécula en el menor número de pasos comparado con una molécula de dimensión similar.

### Tipos de autoensamblaje

Representación de parte de una estructura del ADN

El  autoensamblaje puede ser de dos tipos:
- Intermolecular: Hace referencia al  ensamblamiento supramolecular, dando como resultado un agregado bien definido de moléculas unidas a través de enlaces no covalentes. Entre ellos se puede destacar la doble hélice de ADN y un compuesto de inclusión, es decir,  un complejo que tiene una cavidad en la que se puede alojar el compuesto “huésped”, todo ello mediante interacciones Van Der Waals.  Entre este tipo de ensamblaje intermolecular se pueden encontrar las micelas, liposomas y las membranas biológica.[16]

- Intramolecular. Se podría describir como el plegamiento de una molécula para cambiar su forma o conformación. Es decir, la molécula a través de interacciones no covalentes se dirige con el objetivo de formar una forma específica.  El foco de interés se centra en el plegamiento de proteínas, para la obtención de su estructura secundaria y terciaria, ya que la conformación de ésta plegada, se emplea como pieza clave para entender sus funciones y desarrollar ingredientes activos que se puedan emplear en la medicina, gracias a poder intervenir en el proceso en el que está involucrada la proteína. Un ejemplo esclarecedor de este tipo de autoensamblaje, se puede ver en el experimento de cuando Joel P. Schneider, Darrin J. Pochan, Bulent Ozbas, Karthikan Rajagopal, Lisa Pakstis, y Juliana Kretsinger. Presentan un diseño general de péptidos que relaciona el plegamiento intramolecular en función del pH de los péptidos β-horquilla a su predisposición a autoensamblarse, dando lugar a geles ricos en láminas β.[17]

Cabe destacar que las estructuras de las supramoleculas están conformadas por un gran número de subunidades de igual o diferente naturaleza molecular, como es el caso de los lípidos, los cuales presentan carácter anfipático, la molécula tiene una región hidrófoba, siendo la cola apolar  y otra hidrófila, siendo la cabeza polar.Se puede destacar el autoensamblaje de los lípidos en la membrana, como consecuencia del carácter anfifílico, es decir, una parte de la membrana tiene conglomerados de tipo polar, mientras la otra es no polar. Estas estructuras se forman en soluciones acuosas, donde dejan su parte polar expuesta al medio acuoso y, su parte no polar es escondida en otra fase.
Los distintos modos en los que los lípidos se pueden ensamblar para formar una membrana son:
- Micelas: Son el resultado del  efecto hidrofóbico y la atracción mutua de los grupos polares de las moléculas de surfactante en soluciones acuosas. Se obtiene una estructura ensamblada final en la que la parte no polar se encuentra en el centro y en la parte exterior se ubica la parte hidrófila, la cual se encuentra en contacto con la zona polar. Un ejemplo claro de este fenómeno son los tensioactivos. Estas substancias cuando se disuelven en soluciones acuosas, y presenta una concentración elevada del mismo quedando un exceso, que no puede ser absorbido en la superficie del líquido, formará micelas dando lugar a una estructura autoensamblada final llamada coloide de asociación.

- Monocapas: Éstas se obtienen al agregar una gota de ácidos grasos en el agua, y tras la evaporación de disolvente, se forma una capa monomolecular justo en la interfase agua-exterior. Esta capa ocupa el máximo de superficie disponible y está conformada por moléculas que se ubican de la misma forma, con sus cabezas polares hacia el agua y su cola no polar sobresaliendo hacia el exterior.

Estructuras principales de los fosfolípidos formados en solución acuosa; el liposoma (una bicapa cerrada), micela y bicapa lipídica.

- Bicapas: En el autoensamblaje de los lípidos en la membrana si las colas hidrofóbicas son más voluminosas no puede orientarse hacia el interior de la micela, por ello se conforman estructuras compuestas por dos capas separadas por sus dominios hidrofobitos. Estas estructuras se pueden encontrar organizadas en vesículas cerradas, también conocidas como liposomas, o como bicapas planas.
  - Bicapa Plana:                                                                                                                                                                                                                             En respuesta a la exposición de un medio acuoso, los fosfolípidos se autoensamblan en una lámina de dos capas con las colas hidrofóbicas enfocadas hacías el centro de la lámina. Así mismo, sus cabezas están expuestas al agua. Las bicapas lipídicas que no contienen proteínas tienen de 5 a 6nm de espesor, a pesar de ser tan delgadas, las bicapas lipídicas son barreras para el paso de las moléculas al interior celular.                                                                                            Otro comportamiento de las bicapas lipídicas es que experimentan transiciones de fase. A temperaturas bajas, la bicapa existe en un estado bien ordenado de gel; en este estado las cadenas laterales del acilo graso toman una conformación extendida y se aproximan a juntarse, con interacciones de Van der Waals máximas. Sin embargo a una temperatura alta la bicapa experimenta una transición de fase análoga a la fusión que le ocurre a un sólido cristalino.
  - Liposoma:                                                                                                                                                                                                                                       Se forman cuando los fosfolípidos se dispersan mecánicamente en el agua (de manera violenta), dando lugar a la formación de vesículas cerradas que pueden ser multilamelares y unilamelares. Las primeras, se conforman por diversas membranas concéntricas que limitan una cavidad de diámetro pequeño, mientras que las segundas, tienen un tamaño que varía desde 20nm hasta un micrómetro. En el laboratorio se han podido producir vesículas sintéticas que consisten en bicapas fosfolípidicas que encierran un compartimiento acuoso. Estas estructuras a las que se les da el nombre de liposomas son, por lo general, muy estables. Debido a su estabilidad e impermeabilidad a muchas sustancias, los liposomas se emplean con frecuencia en la investigación bioquímica. Muchas de sus propiedades se parecen a las de las membranas biológicas aunque se debe tener en mente que los liposomas, por definición, no son sustancias que surgen en forma natural.

Estudios recientes de autoensamblaje molecular de sistemas complejos de polímeros, muestran la formación de vesículas de polímero o estructuras de cascos cerrados de manera arqueotípica, abriendo un nuevo horizonte de posibilidades y aplicaciones. Es decir, muestran la formación de vesículas de manera espontánea por autoensamblaje a través de un arqueotipo genérico de autoensamblaje. Estos nuevos polímeros de vesículas presentan la ventaja de tener una estabilidad y tenacidad superiores, además de ofrecer numerosas posibilidades para adaptar propiedades físicas, químicas y biológicas mediante la variación de la estructura química y la conjugación con biomoléculas.

## Autoensamblaje molecular Artificial
La tecnología a escala nanométrica nos envuelve en objetos con la intención de mejorar nuestra calidad de vida, a la vez que se reduce el tamaño de estos dispositivos dando lugar una disminución del consumo energético de éste, siendo más eficientes en los procesos de fabricación. Por ello, la fabricación de objetos a escala nanométrica es sin lugar a dudas uno los aspectos claves en ciencia y tecnología. De acuerdo a estos retos, el interés ha ido aumentando a métodos basados en autoensamblaje molecular en procesos supramoleculares.  La química supramolecular, que originalmente era una rama de la ciencia fundamental, ahora tiene convertirse en un concepto importante en nanotecnología.
Se podría decir, que el autoensamblaje molecular con naturaleza artificial, es una técnica de fabricación de moléculas, dónde se presenta como objetivo la obtención de una estructura final definida en un bloque, programada para darle forma y los grupos funcionales que la van a componer.
Todo ello, resulta de gran utilidad en el mundo de la nanotecnología, aplicado en el  desarrollo de nanoestructuras construidas a través de autoensamblaje molecular para materiales biológicos que se podrán degradar en moléculas más pequeñas  individuales que el cuerpo puede descomponer.
Las ventajas que presenta este tipo de autoensamblaje en la creación de nanopartículas se listan a continuación: 
- Es un proceso escalable y paralelo que puede involucrar grandes cantidades de moléculas en un breve período de tiempo.
- Estos procesos ofrecen la posibilidad de trabajar en órdenes de magnitud desde nanoescala hasta macroescala.
- Dan lugar a ser procesos altamente reproducibles.

Actualmente existen varios desafíos en el autoensamblaje, ya que es un campo campo relativamente nuevo en nanotecnología. Es complejo controlar a escalas muy grandes, y para una aplicación amplía hay que segurar altos grados de reproducibilidad a estas escalas.

## Aplicaciones

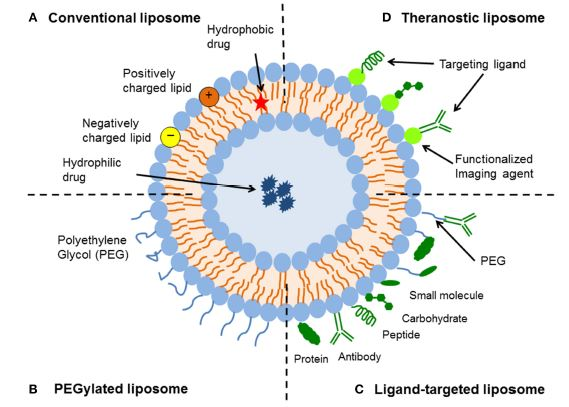
Representación esquemática de los diferentes tipos de sistemas de administración de activos liposomales.

Los últimos años han sido testigos de los rápidos desarrollos de métodos en el diseño de fármacos, gracias a los ordenadores. Esto es debido a la precisión que se ha alcanzado con estos para la predicción de modos de unión de moléculas pequeñas, y su relativa afinidad. en los métodos seguidos. El acoplamiento de alto rendimiento es de hasta 106 moléculas seguidas, basadas en un campo de fuerza del disolvente implícito pueden identificar de manera robusta los aglutinantes micromolares usando un objetivo proteico. Al contrario que  la dinámica molecular, ofrece un buen rendimiento en la caracterización de sitios de unión flexibles y una evaluación precisa de la unión.
Otra aplicación con gran impacto en muchas áreas biomédicas, que se ha llevado a cabo es el autoensamblaje para dar como resultado liposomas. Estos ha conseguido emplearse para ayudar en la administración de medicamentos ya que permiten la entrega efectiva de compuestos encapsulados a sitios objetivos mientras se minimiza la toxicidad sistémica.
En un estudio relativamente reciente publicado en Nature Chemistry, a través de un sistema basado en nanoestructuras de carbono, concretamente  se ha diseñado una supramolecula compuesta por trece fulerenos recubiertos de carbohidratos , la cual bloquea la entrada del virus ébola a través de las células dendríticas, y son capaces de inhibir la infección de las células por un modelo artificial del virus.
También se podría destacar el autoensamblaje del péptido CMP, el cual presenta propiedades bioactivas y nutricionales. Se encuentra como monómero a pH 7 y de manera espontánea se autoensambla a pH<4,5 dando lugar a una estructura ordenada con características viscoelásticas, mostrando un impacto en la gelificación y espumado positivo. Dicho proceso de podría llevar a la inversa con una variación radical de pH aunque no se recuperaría la forma monomérica.
Por otro parte, se descubrió que las nanopartículas de CdTe se reorganizan espontáneamente en nanocables cristalinos tras la eliminación controlada de la cubierta protectora que los estabiliza. Se cree que la fuerte interacción dipolo-dipolo es la fuerza motriz de la autorganización de nanopartículas. Estos hallazgos demuestran el colectivo comportamiento de las nanopartículas, además se presentan como una técnica para la producción de coloides semiconductores adecuados para su posterior procesamiento en superestructuras y materiales.
El autoensamablaje de mono y multicapas  sobre superficies de oro y plata, han mostrado óptimos resultados en la obtención de nanodispositivos mediante procesos de autoensamblaje de manera sencilla, además de proporcionar una variedad de estos dispositivos con diferentes características. Estos fueron utilizados como sensores y sistemas de reconocimiento molecular de biomoléculas.